# Charles Laban Abernethy

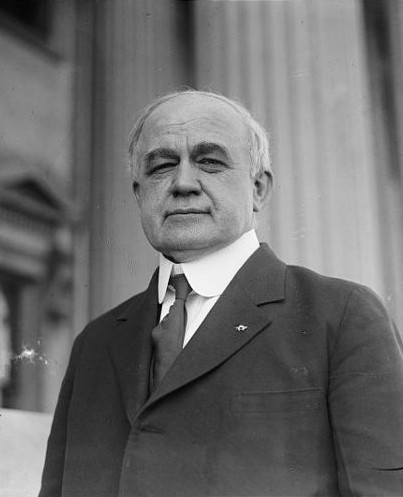
Charles Laban Abernethy (1925)

Charles Laban Abernethy (* 18. März 1872 im Burke County, North Carolina; † 23. Februar 1955 in New Bern, North Carolina) war ein US-amerikanischer Jurist und Politiker. Zwischen 1922 und 1935 vertrat er den Bundesstaat North Carolina im US-Repräsentantenhaus.

## Werdegang
Charles Abernethy besuchte die öffentlichen Schulen seiner Heimat, die Mount Olive High School und das Rutherford College. Im Jahr 1895 zog er nach Beaufort, wo er die Zeitung „Beaufort Herald“ gründete. Nach einem anschließenden Jurastudium an der University of North Carolina in Chapel Hill und seiner 1895 erfolgten Zulassung als Rechtsanwalt begann er in Beaufort in diesem Beruf zu arbeiten. Zwölf Jahre lang war er Staatsanwalt im dritten bzw. fünften Gerichtsbezirk seines Staates.
Politisch war Abernethy Mitglied der Demokratischen Partei. Von 1898 bis 1900 gehörte er deren Vorstand auf Staatsebene an. Im Jahr 1913 zog er nach New Bern, wo er als Anwalt praktizierte. Nach dem Tod des Abgeordneten Samuel M. Brinson wurde Abernethy bei der fälligen Nachwahl für den dritten Sitz von North Carolina als dessen Nachfolger in das US-Repräsentantenhaus in Washington, D.C. gewählt, wo er am 7. November 1922 sein neues Mandat antrat. Nach sechs Wiederwahlen konnte er bis zum 3. März 1935 im Kongress verbleiben. Seit 1929 wurde auch die Arbeit des Kongresses von der Weltwirtschaftskrise geprägt. Im Jahr 1933 wurden der 20. und der  21. Verfassungszusatz ratifiziert. Seit 1933 wurden die ersten New-Deal-Gesetze der Bundesregierung unter Präsident Franklin D. Roosevelt im Kongress verabschiedet.
1934 wurde Charles Abernethy von seiner Partei nicht mehr zur Wiederwahl nominiert. In den folgenden Jahren bis 1938 betätigte er sich wieder als Anwalt; danach zog er sich in den Ruhestand zurück. Er starb am 23. Februar 1955 in New Bern, wo er auch beigesetzt wurde.